# Brama australis
Espèce
Brama australis est une espèce de poissons appartenant à l'ordre des Perciformes.